# Idactus paramaculicornis
Idactus paramaculicornis är en skalbaggsart som beskrevs av Stefan von Breuning 1973. Idactus paramaculicornis ingår i släktet Idactus och familjen långhorningar.
Artens utbredningsområde är Pakistan. Inga underarter finns listade i Catalogue of Life.